# Muang Thoulakhôm
Muang Thoulakhôm är ett distrikt i Laos.   Det ligger i provinsen Vientiane, i den västra delen av landet, 50 km norr om huvudstaden Vientiane.